# 전효숙
전효숙(全孝淑, 1951년 2월 28일 ~ )은 전라남도 순천시 출신의 여성 법조인으로, 2003년 8월부터 2006년 9월까지 대한민국 헌법재판소의 재판관을 지냈다. 이른바 신행정수도 사건에서 다수 견해의 관습헌법을 유일하게 부정하여 알려졌고 2006년 노무현에 의해 여성 최초로 헌법재판소장으로 지명되었으나, 야당이 제기한 헌법 및 관련 법규에 관한 논란 가운데 지명이 철회되었다.

## 약력
순천여자고등학교 졸업, 1973년 이화여자대학교를 졸업하고 1975년 제17회 사법시험에 합격하여 판사로 임용되었고 대법원 재판연구관, 수원지법 부장판사, 사법연수원 교수, 특허법원 부장판사 등을 거쳐 능력을 인정받았다. 2003년 최종영 대법원장의 지명으로 헌법재판소 재판관을 역임하였다.
경제민주화위원회(위원장 장하성이 소액주주들을 대표해 한보철강 부실대출에 책임이 있는 이철수 전 제일은행장 등 임원 4명을 상대로 제기한 손해배상청구소송에서 서울지방법원 민사합의17부는 1998년 7월 24일에 "한보철강에 부실 대출하여 은행에 막대한 손해를 끼친 점이 인정된다"며 "원고가 배상을 청구한 400억원 전액을 은행에 배상하라"고 하면서 부실 경영인에 대한 최초의 배상 판결을 했다.
2004년 10월 신행정수도의건설을위한특별조치법 위헌 확인 소송에서 9인의 재판관 중 유일하게 각하 견해를 내었다. 소수의견에서 전효숙 재판관은 다수견해의 문제점을 지적하면서 관습헌법 법리를 부정하였다. 전효숙 재판관은 서울대학교 근대법학교육 백주년 기념관에서 열린 강연에서, 국회가 고도의 정치적인 사안을 정치로 풀기보다는 헌법재판소에 무조건 맡겨서 해결하려는 자세는 헌법재판소에게 부담스럽다며 소회를 밝힌 바 있다.

## 헌법재판소장 지명
2006년 8월 16일 노무현 대통령으로부터 헌법재판소장으로 지명되어 여성 최초의 헌법재판소장이 될 것으로 기대받았다. 대통령의 지명이 있기 이전, 헌법재판소장 임기의 6년 보장을 위하여 청와대, 전효숙 그리고 대법원 간의 내부 조율을 거쳐 전효숙 재판관은 임기 중이던 재판관 직을 일단 사직하였다. 그런데, 2006년 9월 6일 새천년민주당의 조순형 의원이 헌법재판소장 인사청문회 도중, 대한민국 헌법 제111조 제4항 "헌법재판소의 장은 국회의 동의를 얻어 재판관 중에서 대통령이 임명한다."는 조항을 근거로 재판관직 사임으로 민간인이 된 전효숙 전 재판관의 헌법재판소장 임명 절차에 문제를 제기하였다.
한나라당이 조순형 의원의 논리에 동조함으로 인하여 인사청문회에서 여야의 입장이 팽팽히 맞섰다. 결국 이 문제가 전효숙 사태로 정치 쟁점화가 되어 한동안 국회는 파행 상황에 이르게 되었다. 새천년민주당, 민주노동당, 자유민주연합에서 절차 보완 후 국회 표결이라는 타협안을 제시했지만 채택되지 못하여 국회는 계속 공전하였다. 청와대에서 야당 측의 입장을 일부 수용하여 재판관 임명에서부터 절차를 보완하였지만 한나라당에서는 전효숙 전 재판관은 이미 재판소장으로서의 부적합한 인물이라며 반대하였고 일부 한나라당 의원들은 본회의장 단상 점거라는 실력행사를 하였다. 주선회 소장 대행이 소장 업무를 관장하였지만, 헌법재판소 소장직이 장기간 공백 상태로 방치되어 주위의 우려가 점점 커졌다. 한편, 학계에서는 절차 보완 후 국회 표결이 민주주의의 원리에 부합한다는 성명을 내기도 하였고, 다른 학자들은 사직 후 재임명이라는 편법은 후임 지명권자의 권한을 침해한다는 근거로 절차적 문제를 계속 제기하였다.
결국, 헌법재판소장직의 장기공백을 우려한 전효숙 전 재판관이 지명철회를 청와대에 요청하였고, 결국 2006년 11월 27일 대통령의 지명이 철회되었다. 전효숙 전 재판관은 사퇴의 변에서 "일부 의원들은 독자적인 법리만이 진리인양 강변하면서 자신들의 요구대로 보정한 절차도 원천무효라고 주장했다", "다른 의원들은 물리적인 의사진행 방해 행위를 수수방관하면서 동의안을 상정조차 하지 않고 정쟁만을 계속했다"며 정치권을 비판하였다.